# Hydrochoerus isthmius
Il capibara minore (Hydrochoerus isthmius Goldman, 1912) è un grosso roditore semiacquatico della famiglia Caviidae, originario del Sud America, nella Panama orientale, Colombia nordoccidentale e nel Venezuela occidentale.

## Descrizione
Il capibara minore ricorda molto nell'aspetto il capibara, differendone principalmente nelle dimensioni. Gli esemplari adulti del capibara minore pesano tipicamente fino a 28 kg (62 libbre), contro i 35 kg (77 libbre) della ben più robusta specie tipo. Il capibara minore si riproduce tutto l'anno, le cui cucciolate hanno una media di 3 cuccioli a parto. A seconda della stagione, dell'habitat e della pressione della caccia, questi animali conducono una vita diurna o notturna, solitaria o sociale. Si dice che questa specie sia comune a Panama, ma rara in Venezuela. È minacciato dalla caccia, dalla distruzione delle foreste a galleria e dal drenaggio delle paludi, in particolare nel fiume Magdalena. Il suo cariotipo ha 2n = 64 e FN = 104, rispetto a 2n = 66 e FN = 102 di H. hydrochaeris.

## Tassonomia
Il capibara minore fu descritto come specie nel 1912, ma successivamente degradato a sottospecie del capibara (H. hydrochaeris). A seguito di studi sull'anatomia e sulla genetica a metà degli anni 1980, l'animale è stato nuovamente proposta come specie separata, ottenendo un riconoscimento più diffuso nel 1991, sebbene alcuni continuino a considerarlo una sottospecie.